# 李剑鸿
李剑鸿（1975年3月13日—），男，浙江奉化人，中国大陆噪音及声音艺术家，擅长用吉它制造出强烈的噪音。

## 生平
自上世纪90年代末以来，他是第二层皮乐队、D!O!D!O!D!乐队组建者，另参与了背信弃义的双鱼座人、VagusNerve等组合。
他是独立厂牌第二层皮唱片（2pi Records）主持，早先“淘米社”艺术团体（Tome club）组建者之一 。自2003年-2007年，每年策划和主持先锋音乐节第二层皮音乐节（2pi festival），这是当时中国最重要的先锋音乐节之一。开创以“家庭暴力”为名的家庭、作坊类系列演出活动。2011年，和VAVABOND共同创办以推广中国即兴音乐为主的新厂牌C.F.I  Records。这些活动要么是早期中国实验音乐、草根当代艺术的重要节点，要么是当代声音艺术国际交流过程中重要的推动力量。
2004年10月，应国际著名策展人候翰如邀请在巴黎“白夜”（NuitBlanche）艺术节演出，其后被国际声音艺术名人兹比格涅夫·卡科夫斯基称为“中国最好的噪音艺术家”。
2003年-2004年受中国美术学院邀请，分别在影视动画系和新媒体系举办讲座，被认为是中国学院系统第一次向“江湖”敞开怀抱。此后曾担任中国美术学院新媒体系和综合艺术系的客座教师。
2003年10月，应著名策展人欧宁邀请参加伦敦的“巴特西中国发电站”艺术展览。
2006年11月应日本著名厂牌PSF安排进行日本东京－大阪巡演。
李剑鸿参与的主要演出还包括：白塔岭当代艺术展(2003)、 第二届大山子艺术节(2005)、2005和2007年大声展、寓言:中国当代艺术展(2005)、2006年和2008年迷笛音乐节mini midi、北欧音乐节（2008）、河流体：上海电子艺术节（2008）、2008年-2010年先锋音乐节等等。
2008年获得第八届华语音乐传媒大奖的新音乐大奖。
李剑鸿早先擅长以电视机电磁波、接触式麦克风与效果器调制出强暴的噪音，目前演出以吉他和效果器的即兴为主，风格游走于即兴、噪音、迷幻音乐之间。最近开始在环境与演奏的相互关系中开拓创作新方向，以环境即兴为名经行系列创作。
与李剑鸿合作过的艺术家包括：大友良英、松原幸子、兹比格涅夫·卡科夫斯基、成田宗弘(High Rise)、Eyal Maoz、羽野昌二、颜峻、姚大钧、李铁桥、10、王长存、折磨护士等等。
目前已在PSF、Utech、Post-concrete、Archive、Sub Rosa和2pi等厂牌推出近30张个人、合作和合集作品，发行国家和地区包括中国、美国、日本、比利时、俄罗斯、法国和香港等。

## 专辑

### 个人专辑
| 年份 | 名称                                     | 厂牌                       |
| ---- | ---------------------------------------- | -------------------------- |
| 2003 | 《在开始之前，自由交谈》                 | 2pi Records                |
| 2004 | 《RTV-702》                              | 2pi Records                |
| 2004 | 《Talking Freely Before The Beginning 》 | 2pi Records                |
| 2005 | 《大戏文》                               | 2pi Records/Tiramizu Label |
| 2006 | 《电流干扰情绪》                         | Little Sound Records       |
| 2006 | 《时间简史》                             | Little Sound Records       |
| 2006 | 《Dirty Eye》                            | Little Sound Records       |
| 2007 | 《鸟》                                   | 2pi Records                |
| 2007 | 《三生石》                               | archive Records            |
| 2009 | 《山海经》                               | PSF Records                |
| 2009 | 《Lovers with Cloisonné Bracelet》       | Tipped Bowler Tapes        |
| 2011 | 《环境即兴／在这里》                     | C.F.I Records              |
| 2011 | 《环境即兴／空山》                       | C.F.I Records              |
| 2011 | 《环境即兴／十二境》                     | C.F.I Records              |
| 2016 | 《此刻，如同活人》                       | 摩登天空 Bad Head          |
| 2017 | 《孤独的房客》                           | Concrete                   |

### 团队和合作专辑
- Lo Pan（迷走神经）-（Utech Records/美国)
- Too High to Die（迷走神经）-（2pi Records/中国)
- Improvisational Plan No.1（VAVABOND/黄锦/李带果/李剑鸿) - (2pi Records /中国)
- See You New Word（李剑鸿/Itta/Marqido) - (2pi Records /中国)
- Ghost Temple(D!O!D!O!D!) - (PSF Records /日本)
- 南京现场（李剑鸿/黄锦/积木/李铁桥）- (2pi Records /中国)
- Live at 2pi festival 2004(背信弃义的双鱼座人) - (kwan Yin Records /中国)
- 我的起义（第二层皮）- (2pi Records /中国)

### 合集唱片
- An Anthology of Chinese Experimental Music 1992-2008(Sub Rosa/比利時)
- Red (Lona Records/香港)
- Backgroud(Of Chinese Sound Art) - (KwanYin Records/中國)
- Pangaea Noise-An international compilation - (Syrphe Records/比利時)
- Asian Flashback(UNDERGROUND MUSIC FROM ASIA) - (PSF Records /日本)
- VIVA NOISE! - ( Shasha Records/中国)
- Stalin And Mao Listen To Us - (Triangle Records/俄罗斯)
- China? V.A vol.4:a noise compilation - (Edogm Netlabel/法国)
- NOIShanghai II - Moral Attack(Shasha records/中国)
- Emotions:From Somewhere To Nowhere - (DouFu Records/中国)